# Linaria (chim)
Linaria là một chi chim sẻ nhỏ trong họ Sẻ thông (Fringillidae). Tên gọi của chi linaria là từ trong tiếng Latin để chỉ thợ dệt vải lanh, từ linum nghĩa là "cây lanh".
Các loài trong chi này trước đây là một phần của chi Carduelis. Một nghiên cứu phát sinh chủng loài phân tử sử dụng các trình tự DNA ti thể và nhân được công bố năm 2012 cho thấy chi Carduelis nghĩa rộng là đa ngành. Vì thế người ta đã phân chia chi này thành các chi nhỏ đơn ngành và 4 loài được chuyển sang chi Linaria đã được phục hồi trở lại. Tên gọi Linaria được nhà tự nhiên học người Đức Johann Matthäus Bechstein đề ra năm 1802.

## Các loài
Chi này chứa 4 loài:
- Linaria flavirostris
- Linaria cannabina
- Linaria yemenensis
- Linaria johannis